# Chiara Mezzalama
Chiara Mezzalama, née le 28 septembre 1972 à Rome, est une écrivaine pour la jeunesse, traductrice et psychothérapeute italienne. Elle publie en deux langues, italien et français. 

## Biographie

### Enfance
Le père de Chiara Mezzalama est diplomate. La famille vit à l'étranger, notamment au Maroc pendant l'enfance de Chiara. Son père est nommé à Téhéran en 1979, où la famille est confrontée à la révolution islamique. Cette expérience la marque et sera relatée dans ses écrits.

### Formation et influences
Elle fait ses études à l’École française de Rome. Elle revendique une double culture : italienne et française. Elle est très influencée par Simone de Beauvoir, Natalia Ginzburg, Marguerite Duras. 

### Publications
Elle écrit sur différents médias : Legendary (magazine féminin de littérature), Tempoxme (blog de lecture), Left (magazine). Elle est également traductrice.
Ses romans sont d'abord publiés en Italie. Son premier roman Avrò Cura di Te parait en 2009, le second, Il giardino persiano (2017) est traduit en français sous le titre Le jardin du dedans-dehors.
En 2018, elle s'installe en France. Elle publie son premier livre pour enfants, écrit en français : Le Jardin du dedans-dehors. En 2022, elle publie son premier roman pour adultes, Après la pluie,,. Ces deux ouvrages sont publiés aux Éditions des Éléphants. En 2024, elle publie un nouveau livre jeunesse, Peur à peur.

### Vie personnelle
Elle a deux enfants et vit à Paris depuis 2018. Elle est par ailleurs psychothérapeute.

## Œuvres

### En italien
- (it) Lidia Ravera, Chiara Mezzalama et Gaia Formenti, Tre donne sull'isola : romanzo a sei mani di Lidia Ravera, Chiara Mezzalama, Gaia Formenti, Rome, Iacobelli, 2014, 125 p. (ISBN 8862522517)
- (it) Chiara Mezzalama, Il giardino persiano, Rome, Edizioni e-o, 2015, 192 p. (ISBN 978-88-6632-653-3)
- (it) Chiara Mezzalama, Voglio essere Charlie : la libertà d'espressione : diario minimo di una scrittrice italiana a Parigi, Rome, Edizioni Estemporanee, 2015, 55 p. (ISBN 978-88-89508-62-6)
- (it) Chiara Mezzalama, Dopo la pioggia, Rome, Edizioni e-o, 2021, 213 p. (ISBN 978-88-3357-225-3)

### En français
- Chiara Mezzalama (ill. Régis Lejonc), Le jardin du dedans-dehors, Paris, les Éditions des Éléphants, 2017, 25 p. (ISBN 978-2-37273-033-4)
- Chiara Mezzalama (ill. ARySQUE), Fleur d'exils : conte dialogué, Paris, Chiara Mezzalama & ARySQUE, 2018, 11 p. (ISBN 978-2-9548770-4-4)
- Chiara Mezzalama et Giulia d' Anna Lupo, Villa Médicis : L'académie de France à Rome, Arnoldo Mondadori Ed., 2018, 48 p. (EAN 9788891821461)
- Chiara Mezzalama (trad. de l'italien par Lise Chapuis), Le jardin persan [« Il giardino persiano »], Rouen, Éditions des Falaises, 2020, 238 p. (ISBN 978-2-84811-437-8)
- Chiara Mezzalama (ill. Reza Dalvand), Valentin de toutes les couleurs, Paris, les Éditions des Éléphants, 2021, 25 p. (ISBN 978-2-37273-101-0)
- Chiara Mezzalama (trad. de l'italien par Léa Drouet), Après la pluie [« Dopo la pioggia »], Paris, Mercure de France, 2022, 232 p. (ISBN 978-2-7152-5775-7)
- Chiara Mezzalama (ill. Régis Lejonc), La robe de soie, Paris, les Éditions des Éléphants, 2022, 26 p. (ISBN 978-2-37273-106-5)
- Chiara Mezzalama (ill. Mariachiara Di Georgio), Peur à peur, Paris, les Éditions des Éléphants, 2024, 37 p. (ISBN 978-2-37273-123-2)
- Clémentine Beauvais, Nicole Pellegrin, Jo Witek, Cécile Roumiguière, Cathy Ytak, Jo Hoestlandt et Chiara Mezzalama (ill. Régis Lejonc), Les Balnéaires, Plumes de brigands, 2024, 84 p. (EAN 9782959290107)

## Distinctions

### Lauréate
- Le Jardin du dedans-dehors : 
  - prix sorcières 2018, catégorie « Carrément Beau Maxi »[11]
  - Prix Saint-Exupéry 2018, catégorie Francophonie[12]

### Sélectionnée
- Dopo la pioggia : Prix Strega, 2021[4]